# Tribunal de Justiça do Estado de Roraima
O Tribunal de Justiça de Roraima (TJRR) é o órgão máximo do Poder judiciário do estado brasileiro de Roraima. Seu primeiro presidente foi Robério Nunes dos Anjos.